# Европско првенство у атлетици на отвореном 1969 — скок увис за жене
Такмичење у скоку увис у женској конкуренцији на 9. Европском првенству у атлетици 1969. одржано је 16. и 18. септембра на Стадиону Караискакис у Атини (Грчка).
Титулу освојену у Будимпешти 1966 није бранила Тајсија Ченчик из СССР-а.

## Земље учеснице
Учествовало је 23 такмичарки из 13 земаља. 
1. Аустрија (1)
2. Бугарска (1)
3. Источна Немачка (2)
4. Југославија (1)
5. Мађарска (1)
6. Норвешка (2)
7. Пољска (2)
8. Румунија (1)
9. СССР (3)
10. Уједињено Краљевство (3)
11. Француска (2)
12. Чехословачка (3)
13. Швајцарска (1)

## Рекорди
| Рекорди пре почетка Европског првенства 1969.     | Рекорди пре почетка Европског првенства 1969. | Рекорди пре почетка Европског првенства 1969. | Рекорди пре почетка Европског првенства 1969. | Рекорди пре почетка Европског првенства 1969. | Рекорди пре почетка Европског првенства 1969. |
| ------------------------------------------------- | --------------------------------------------- | --------------------------------------------- | --------------------------------------------- | --------------------------------------------- | --------------------------------------------- |
| Светски рекорд                                    | Јоланда Балаш                                 | Румунија                                      | 1,91                                          | Букурешт, Румунија                            | 16. јул 1961.                                 |
| Европски рекорд                                   | Јоланда Балаш                                 | Румунија                                      | 1,91                                          | Букурешт, Румунија                            | 16. јул 1961.                                 |
| Рекорди европских првенстава                      | Јоланда Балаш                                 | Румунија                                      | 1,83                                          | Београд, Југославија                          | 14. септембар 1962.                           |
| Рекорди после завршеног Европског првенства 1971. |                                               |                                               |                                               |                                               |                                               |
| Рекорди европских првенстава                      | Милослава Резкова                             | Чехословачка                                  | 1,83                                          | Атина, Грчка                                  | 18. септембар 1969.                           |
| Рекорди европских првенстава                      | Антонина Лазарева                             | Совјетски Савез                               | 1,83                                          | Атина, Грчка                                  | 18. септембар 1969.                           |
| Рекорди европских првенстава                      | Марија Мрачнова                               | Чехословачка                                  | 1,83                                          | Атина, Грчка                                  | 18. септембар 1969.                           |
| Рекорди европских првенстава                      | Рита Шмит                                     | Источна Немачка                               | 1,83                                          | Атина, Грчка                                  | 18. септембар 1969.                           |

## Освајачи медаља
|                                  |                        |                                |
| Милослава Резкова · Чехословачка | Антонина Лазарева СССР | Марија Мрачнова · Чехословачка |

## Резултати

### Квалификације
Квалификациона норма за улазак у финале била 1,74 м (КВ), коју су прескочиле 13 такмичарки.
| Пласман | Атлетичарка         | Земља                | Резултат | Белешке |
| ------- | ------------------- | -------------------- | -------- | ------- |
| 1.      | Дороти Ширли        | Уједињено Краљевство | 1,74     | КВ, ЛР  |
| 2.      | Марија Мрачнова     | Чехословачка         | 1,74     | КВ      |
| 3.      | Нина Бринтсева      | СССР                 | 1,74     | КВ      |
| 4.      | Јорданка Благоева   | Бугарска             | 1,74     | КВ, ЛРС |
| 5.      | Антонина Лазарева   | СССР                 | 1,74     | КВ      |
| 6.      | Илона Гузенбауер    | Аустрија             | 1,74     | КВ      |
| 7.      | Милослава Резкова   | Чехословачка         | 1,74     | КВ      |
| 8.      | Рита Шмит           | Источна Немачка      | 1,74     | КВ      |
| 9.      | Гислен Барне        | Француска            | 1,74     | КВ, ЛР  |
| 10.     | Снежана Хрепевник   | Југославија          | 1,74     | КВ      |
| 11.     | Јарослава Валентова | Чехословачка         | 1,74     | КВ, ЛРС |
| 11.     | Барбара Инкпен      | Уједињено Краљевство | 1,74     | КВ      |
| 13.     | Карин Шулце         | Источна Немачка      | 1,74     | КВ      |
| 14.     | Данута Березовска   | Пољска               | 1,71     | ЛР      |
| 15.     | Магдолна Чаби       | Мађарска             | 1,71     | ЛРС     |
| 16.     | Данута Коновска     | Чехословачка         | 1,71     | ЛРС     |
| 17.     | Валентина Козир     | СССР                 | 1,71     | ЛРС     |
| 18.     | Никол Денис         | Француска            | 1,71     | ЛРС     |
| 19.     | Вирџинија Јоан      | Румунија             | 1,71     | ЛРС     |
| 20.     | Кари Карлсен        | Норвешка             | 1,68     | ЛРС     |
| 21.     | Anne Lise Wærness   | Норвешка             | 1,68     | ЛР      |
| 22.     | Моира Волс          | Уједињено Краљевство | 1,65     | ЛРС     |
| 23.     | Беатрис Речнер      | Швајцарска           | 1,65     | ЛР      |

### Финале
Такмичење је одржано 18. септембра 1969. године.
| Пласман | Атлетичарка         | Држава               | Резултат | Белешке   |
| ------- | ------------------- | -------------------- | -------- | --------- |
|         | Милослава Резкова   | Чехословачка         | 1,83     | =РЕП, ЛРС |
|         | Антонина Лазарева   | Совјетски Савез      | 1,83     | =РЕП, ЛР  |
|         | Марија Мрачнова     | Чехословачка         | 1,83     | =РЕП, ЛРС |
| 4.      | Рита Шмит           | Источна Немачка      | 1,83     | =РЕП, ЛРС |
| 5.      | Карин Шулце         | Источна Немачка      | 1,77     | ЛР        |
| 6.      | Снежана Хрепевник   | Југославија          | 1,77     | ЛРС       |
| 7.      | Илона Гузенбауер    | Аустрија             | 1,77     | ЛРС       |
| 8.      | Барбара Инкпен      | Уједињено Краљевство | 1,77     | =ЛРС      |
| 9.      | Гислен Барне        | Француска            | 1,74     | =ЛР       |
| 10.     | Јарослава Валентова | Чехословачка         | 1,74     | =ЛРС      |
| 11.     | Дороти Ширли        | Уједињено Краљевство | 1,74     | =ЛР       |
| 12.     | Нина Бринтсева      | СССР                 | 1,71     |           |
| 13.     | Јорданка Благоева   | Бугарска             | 1,68     |           |

## Укупни биланс медаља у скоку увис за жене после 9. Европског првенства 1938—1969.[4]
|    | Земља                |   |   |   |    |
| -- | -------------------- | - | - | - | -- |
| 1. | Уједињено Краљевство | 2 | 1 | 2 | 5  |
| 2. | Румунија             | 2 | 1 | 0 | 3  |
| 3. | СССР                 | 1 | 4 | 1 | 6  |
| 4. | Чехословачка         | 1 | 0 | 2 | 3  |
| 5. | Француска            | 1 | 0 | 0 | 1  |
| 5. | Мађарска             | 1 | 0 | 0 | 1  |
| 7. | Холандија            | 0 | 1 | 0 | 1  |
| 7. | Југославија          | 0 | 1 | 0 | 1  |
| 9. | Данска               | 0 | 0 | 1 | 1  |
| 9. | Немачка              | 0 | 0 | 1 | 1  |
| 9. | Пољска               | 0 | 0 | 1 | 1  |
|    | Укупно {11}          | 8 | 8 | 8 | 24 |

|    | Атлетичар      | Земља           |   |   |   |   |
| -- | -------------- | --------------- | - | - | - | - |
| 1. | Јоланда Балаш  | Румунија        | 2 | 1 | 0 | 3 |
| 2. | Тајсија Ченчик | Совјетски Савез | 1 | 1 | 0 | 2 |